# 科查約克奧爾科山
科查約克奧爾科山是秘魯的山峰，位於該國中南部阿亞庫喬大區，由維克托法哈多省的薩爾瓦區負責管轄，屬於安地斯山脈的一部分，海拔高度4,400米。